# Marion Eames
Marion Eames (Birkenhead, Cheshire (Anglaterra), 5 de febrer de 1921 - Dolgellau, Gwynedd (Gal·les), 3 d'abril de 2007) va ser una novel·lista i productora de ràdio gal·lesa.
Nascuda a Anglaterra però de pares gal·lesos, s'educà a Dolgellau i treballà a Cardiff per a la BBC de Gal·les. Va estudiar piano i arpa a la Guildhall School of Music de Londres; allà va conèixer el periodista Griffith Williams, amb qui posteriorment es casaria.
La seva obra se centra principalment en les experiències de gal·lesos expatriats, com a Y Staffel Ddirgel (La cambra secreta, 1969) i la seva continuació Rhandir mwyn (La dolça contrada, 1970) descriuen un grup de quàquers gal·lesos perseguits que a l'estiu s'exilien a Pennsilvània. Altres novel·les seves descriuen la vida de joves gal·leses trasplantades a les grans ciutats industrials angleses.
Els seus llibres, escrits en gal·lès, s'han traduït a l'anglès, i la seva novel·la més famosa (La cambra secreta, 1969) s'ha adaptat per a una sèrie de televisió.

## Obres
- Y Stafell Ddirgel (La cambra secreta, 1969)
- Y Rhandir Mwyn (La dolça contrada, 1972)
- I Hela Cnau 1978